# Discours du Sportpalast
Le discours du Sportpalast est une allocution du ministre de la Propagande nazie Joseph Goebbels, prononcée le 18 février 1943 au palais des sports de Berlin devant 14 000 membres du parti nazi, appelant à la guerre totale à un moment où le cours de la Seconde Guerre mondiale basculait en défaveur des forces de l’Axe.
Considéré comme le sommet de la rhétorique de Goebbels, ce discours constitue la première affirmation publique des sérieux dangers auxquels était confrontée l’Allemagne. Goebbels y exhorta le peuple allemand à poursuivre la lutte, même si la guerre s’annonçait longue et difficile, la survie de l’Allemagne et de la civilisation occidentale étant menacée. Ce discours est particulièrement connu en raison de sa dernière partie, au cours de laquelle, l'orateur pose dix questions au public qui suscitent des applaudissements hystériques.

## Contexte

### Situation militaire

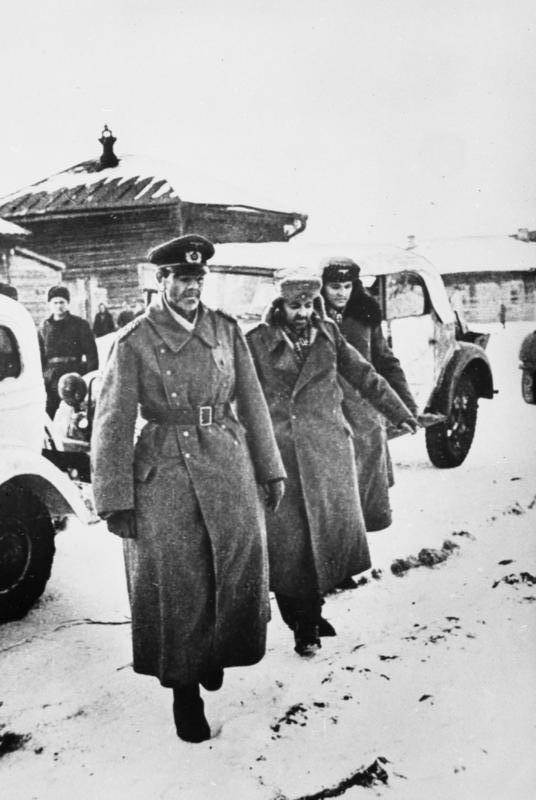
Paulus (au premier plan) après sa capture.

Sur le plan militaire, fin 1942 et début 1943, le vent commence à tourner en faveur des Alliés sur tous les fronts. En Afrique du Nord, depuis la défaite d'El Alamein et le débarquement allié au Maroc et en Algérie, début novembre 1942, l'Afrika Korps se trouve dans une position intenable.  Sur le front de l'Est, la reddition des troupes allemandes à Stalingrad, dont, pour Hitler, « l'enjeu symbolique l'emportait de très loin […] sur toutes les considérations pratiques », constitue une défaite majeure.
Au sein des dirigeants nazis et pour la population du Reich, la capitulation de Friedrich Paulus à Stalingrad constitue une défaite d'une telle ampleur qu'elle ne peut être minimisée par des raisonnements. Elle suscite, selon les rapports du SD, « un sentiment général de choc profond » et la conviction qu'il s'agit d'un tournant dans la guerre.

### Goebbels en 1943
Dans un contexte de guerre longue, de raréfaction des apparitions et des prises de paroles de Hitler, le principal responsable de la propagande en Allemagne voit son influence grandir. Ainsi, face à une population affolée par l'annonce des premières défaites, Goebbels lance un appel à la lutte sans merci, proposant ainsi à la population une échappatoire, qui est plutôt une fuite en avant.

## Objectifs
Le discours du Sportpalast poursuit plusieurs objectifs, qui vont d'une classique opération de propagande à l'intention de la population du Reich à une tentative de modification du rapport de force au sein de la direction du parti et de l'État.
Vis-à-vis du public, l'objectif est de « faire monter la pression » en faveur de la guerre totale, qui, en réalité, est déjà en vigueur depuis plusieurs mois.
Au sein de la polycratie nazie, Goebbels veut « marquer combien il est lui-même un rempart contre la marche des forces soviétiques. » Il s'agit, entre autres, d'un coup de force contre ceux que Goebbels considère comme des bureaucrates qui s'opposent à son action, notamment Wilhelm Keitel. Goebbels souhaite supplanter le « Comité des trois » (Martin Bormann, Hans Lammers et Keitel) constitué par Adolf Hitler afin de préparer la guerre totale ; allié à Robert Ley et Albert Speer, vraisemblablement à l'initiative de ce dernier, il souhaite que son propre trio prenne le contrôle du processus, et sollicite pour ce faire le soutien de Hermann Göring, considéré à ce moment par Hitler comme un incapable en raison des bombardements alliés sur l'Allemagne. Hitler ne tranche pas en faveur de Goebbels, sans pour autant soutenir le Comité des trois qui cesse, de fait, ses activités à l'automne 1943.

## Discours
Goebbels entame la rédaction de son discours le 14 février 1943. Il le rédige en quelques heures mais le peaufine jusqu'au dernier moment. Accompagné de son épouse et de ses deux filles aînées, il arrive au Palais des sports vers 17 heures, où l'attend « un public trié sur le volet de quatorze mille nazis fanatiques ».
Après s'être placé dans la lignée de la proclamation d'Adolf Hitler pour le dixième anniversaire de l'accession au pouvoir (Machtergreifung), Goebbels fait référence aux derniers combattants héroïques de Stalingrad, bataille qui « était et est un signal d'alarme majeur pour le sort de la nation allemande ». Après avoir prévenu l'auditoire qu'il a pour « tâche de dépeindre la situation sans fard et d'en tirer de sévères conclusions quant à la manière dont doivent agir la direction [du régime] et le peuple allemand. », il poursuit en déclarant que  « nous sommes actuellement confrontés à de sérieuses difficultés militaires à l'Est [qui] ont pris temporairement des dimensions substantielles ».
Le point culminant de son discours fut une série de dix questions qu'il posa à son public chauffé à blanc, déchaîné par l'art de la parole et de la mise en scène hors du commun du ministre de la Propagande ; les dix questions se terminent par une incantation : « Et maintenant, Peuple, lève-toi ! Tempête, déchaîne-toi ! ».

## Thèmes abordés
Au cours de son discours, Goebbels aborde la lutte contre le bolchevisme, critique l'attentisme britannique et américain contre cette menace, souligne l'importance de l'effort de guerre, de l'égalité des citoyens, de l'austérité et de la rigueur nécessaires à ce temps de guerre et promet un avenir radieux après la guerre. Il insiste également sur la promotion du travail des femmes.
Le ministre de la propagande reprend dans ce discours les thèmes constitutifs du régime nazi et chers au premier cercle qui entoure Hitler, en assimilant les soldats de l'Armée rouge, qui vient de remporter une importante victoire sur la Volga, aux troupes qui ouvrent la route aux « escouades juives de liquidation », facteurs de terreur, de famine de masse et d'anarchie, préparant ainsi la « révolution mondiale des Juifs ». En brandissant cette menace, Goebbels non seulement ne fait pas mystère du sens qu'il donne à la guerre à l'Est, mais aussi développe une argumentation sans équivoque, notamment en faisant un lapsus sur le sort réservé aux Juifs dans les territoires contrôlés par le Reich.
Son discours est organisé en trois parties, qui développent autant de thèses destinées à convaincre les Allemands. Tout d'abord, il prophétise la fin de l'Europe en cas de victoire soviétique à l'Est : les pays occupés par l'URSS seraient alors livrés aux Juifs, qui institueraient une forme de dictature juive, dans laquelle la population serait réduite à l'esclavage, tandis que les dirigeants et les intellectuels seraient exterminés ; puis il insiste sur la possibilité qu'ont, selon lui, l'Allemagne et ses alliés d'affronter cet ennemi aux si sombres objectifs, puisque les pays anglo-saxons ne sont pas en mesure de comprendre le danger que fait peser le bolchevisme sur l'Europe ; enfin, il réaffirme l'éminence du danger, la nature des mesures à prendre dans le contexte de la guerre à l'Est et l'urgence à les appliquer.

## Réactions
Dans la salle, à chaque pause de l'orateur, la foule scande des slogans et des chants nazis, approuve bruyamment par ses applaudissements et son attitude. Puis Goebbels pose les dix questions au public, questions dont la réponse, positive, contribue à renforcer l’atmosphère de frénésie et de ferveur qui règne dans la salle.
Mais, si le discours déclenche une « hystérie de masse », répercutée par la radio, « avec de longues minutes de cris et d'applaudissements » dans le public constitué de militants du NSDAP, de membres de la SS en permission, de SA, les mesures de lutte contre le « relâchement » demeurent inappliquées. De plus, la propagande alliée rencontre des échos en Allemagne même. Dans les rangs nazis, la présence du gouvernement du Reich au complet et la satisfaction de Hitler constituent autant d'appels à la mobilisation totale des énergies en vue de la victoire.

Le discours est non seulement diffusé à la radio, mais aussi repris dans les actualités cinématographiques; de plus, le NSDAP en assure une large diffusion, 14 millions d'exemplaires du discours ayant été distribués en septembre 1943 dans l'ensemble du Reich.

Mais, malgré cette débauche de moyens, dans la population, l'accueil est double : autant ce discours a contribué à mobiliser certaines énergies, au front comme à l'arrière, autant il a été reçu comme un acte de propagande très bien organisé.